# Zostérops à gorge rousse
Espèce
Statut de conservation UICN

 EN B1ab(ii,iii,v) : En danger
Le Zostérops à gorge rousse, ou Madanga à gorge rousse (Anthus ruficollis) est une espèce d'oiseaux de la famille des Zosteropidae. Il n'est connu que grâce à quatre spécimens (récoltés avant 1920) et un cinquième plus récemment, tous capturés sur l'île de Buru, faisant partie de l'archipel indonésien des Moluques.

L'espèce était initialement placé dans le genre Madanga avant d'être déplacée dans le genre Anthus.